# Нтанацидис, Алексиос
Алексиос Нтанацидис (род. 20 июня 1993, Афины) — греческий самбист и дзюдоист, чемпион и призёр первенств Греции и Европы по дзюдо среди кадетов и юниоров, чемпион мира по дзюдо среди юниоров, чемпион (2011, 2019) и серебряный призёр (2010, 2013) чемпионатов Греции по дзюдо, бронзовый призёр соревнований по дзюдо Средиземноморских игр 2018 года, серебряный призёр первенства Европы по самбо среди юношей 2010 года, серебряный призёр чемпионата мира по самбо 2017 года, участник соревнований по дзюдо на летних Олимпийских игр 2020 года в Токио. По самбо выступал в первой средней весовой категории (до 82 кг).
На Олимпиаде грек в первой же схватке проиграл французу Антуану Валуа-Фортье и остался за чертой призёров.